# Rio Braies

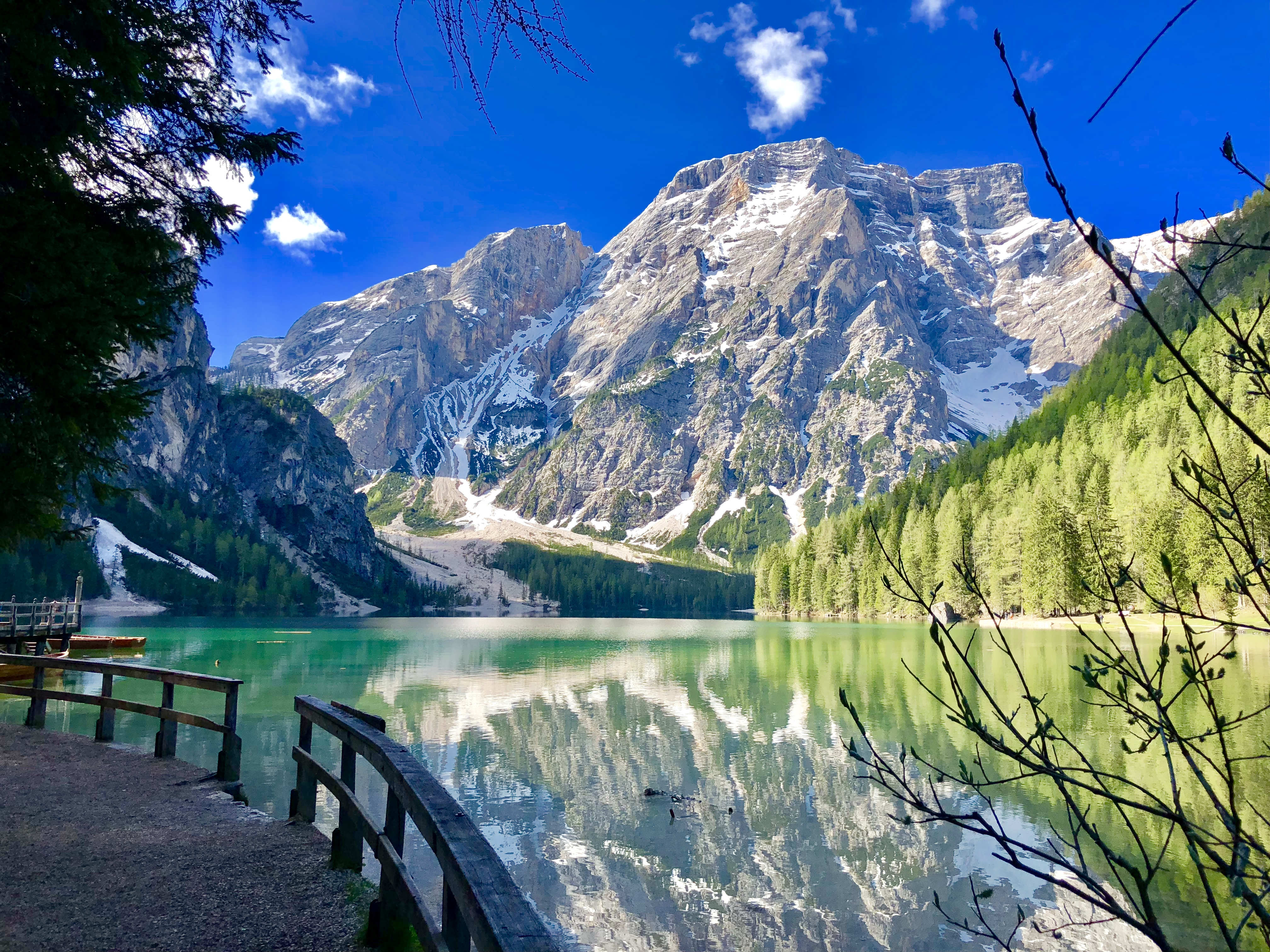
Lago di Braies

Il Rio Braies (Pragser Bach in tedesco) nasce dal lago di Braies in Alto Adige. Scorre nella valle di Braies e confluisce da sinistra dopo circa 7 chilometri a valle di Villabassa nel fiume Rienza. Principale affluente è il rio Stolla.